# بدون مردان
بدون مردان (به انگلیسی: Without Men) فیلمی محصول سال ۲۰۱۱ و به کارگردانی گابریلا تاگلیاوینی است. در این فیلم بازیگرانی همچون اوا لونگوریا، کریستین اسلیتر، کیت دل کاستیلو، اسکار نونز، گیرمو دیاز، ماریا کونچیتا آلونسو، کمرین منهایم و پال رودریگز ایفای نقش کرده‌اند.